# Charles Rennie Mackintosh
Charles Rennie Mackintosh (født 7. juni 1868, død 10. december 1928) var en skotsk arkitekt. Han betragtes som det absolutte geni inden for europæisk møbelkunst og indretning i Arts and Crafts-perioden, som begyndte i Europa i 1880'erne. Han bidrog med både keltisk og japansk inspiration.
- Wikimedia Commons har flere filer relateret til Charles Rennie Mackintosh